# The Book of Taliesyn
The Book of Taliesyn, rockbandet Deep Purples andra studioalbum, släppt 1969. På detta album var fortfarande sångaren Rod Evans och basisten Nick Simper medlemmar i gruppen. På albumet fanns mycket material skrivet av gruppmedlemmarna själva, men största hiten på denna skiva blev en cover på Neil Diamonds "Kentucky Woman".

## Omslag
Musikalbumet är öppningsbart och invändigt återfinns fem svartvita fotografier på medlemmarna när de spelar i studion. På baksidan finns en gruppbild runt flygeln; Jon Lord sitter och spelar medan de andra står runt omkring. Över bilden finns albumets titlar och viss produktionsinformation.
Fotograf var Richard Imrie.
Skivomslagets framsida skapades av illustratören och författaren John Vernon Lord. The Book of Taliesyn är det enda skivomslag tecknaren skapat. 
John Vernon Lord har sagt följande angående uppdraget:
"The agent gave me the title saying that the art director wanted a 'fantasy Arthurian touch' and to include hand lettering for the title and the musicians' names. I mainly drew from The Book of Taliesin, which is a collection of poems, said to be written by the sixth century Welsh bard Taliesin." (Lord. J, Drawing upon Drawing p. 46. Pub 2007 by the University of Brighton)

## Låtlista
1. "Listen, Learn, Read On" (Ritchie Blackmore/Rod Evans/Jon Lord/Ian Paice) 4:04
2. "Hard Road (Wring That Neck)" (R. Blackmore/J. Lord/I. Paice/Nick Simper) 5:13
3. "Kentucky Woman" (Neil Diamond) 4:44
4. a) "Exposition" (R. Blackmore/N. Simper/J. Lord/I. Paice) / b) "We Can Work It Out" (John Lennon/Paul McCartney) 7:07
5. "The Shield" (R. Blackmore/R. Evans/J. Lord) 6:06
6. "Anthem" (R. Evans/J. Lord) 6:31
7. "River Deep, Mountain High" (Jeff Barry/Ellie Greenwich/Phil Spector) 10:12

Bonusspår
1. "Oh No No No" (Mike Leander/Leon Russell) 4:25
2. "It's All Over" (Ben E. King/Bert Berns) 4:14
3. "Hey Bop A Re Bop" (R. Blackmore/R. Evans/J. Lord/I. Paice) 3:31
4. "Wring That Neck" (R. Blackmore/J. Lord/I. Paice/N. Simper) 4:42
5. "Playground" (R. Blackmore/N. Simper/J. Lord/I. Paice) 4:29

## Medlemmar
- Rod Evans - Sång
- Ritchie Blackmore - Gitarr
- Nick Simper - Bas sång
- Jon Lord - Orgel
- Ian Paice - Trummor